# 蘇達奇耶湖
59°33′48″N 28°27′38″E / 59.56333°N 28.46056°E
蘇達奇耶湖（俄语：Судачье），是俄羅斯的湖泊，位於該國西北部，由列寧格勒州負責管轄，處於金吉謝普區，面積4.4平方公里，海拔高度7.6米，集水區面積45.4平方公里。